# À vos marques... party!
Pour plus de détails, voir Fiche technique et Distribution.
À vos marques... party! est un film québécois réalisé par Frédérik D'Amours en 2007.
Ce film connaît un beau succès au box-office, essentiellement auprès du jeune public, une suite est alors prévue. La suite du premier volet, À vos marques... party! 2, est sorti en 2009, au Québec.

## Synopsis
Gaby, une élève de secondaire 5 peu sociable, reçoit, de la directrice de son école, l’ordre de superviser l’intégration de Sandrine, une nouvelle venue. Au contact répété de cette jeune fille joviale et aimable, Gaby finit par abaisser la garde et à sortir de sa coquille, où elle s’était enfermée quelques années plus tôt après qu’une brûlure accidentelle l’eut forcée à abandonner la natation. Le souvenir de cette vieille blessure, ainsi qu’un assortiment de sentiments inavouables, remontent à la surface lorsque Gaby apprend qu’elle devra donner des leçons privées de maths à Frédérick, le champion de l’équipe de natation convoité par toutes les filles de l’école. Sa mère l'a quittée pour aller à Vancouver. 

## Fiche technique
- Titre original : À vos marques... party!
- Réalisation : Frédérik D'Amours
- Scénario : Caroline Héroux et Martine Pagé
- Musique : Mario Sévigny
- Conception visuelle : François Lamontagne
- Costumes : Lyse Bédard
- Maquillage : Annik Boivin
- Coiffure : Anne-Marie Lanza
- Photographie : Jean-Pierre Trudel
- Son : Simon Poudrette, Stéphane Bergeron, Marcel Pothier
- Montage : Éric Genois
- Production : Christian Larouche et Caroline Héroux
- Sociétés de production : Christal Films, Gaëa Films en collaboration avec Super Écran
- Société de distribution : Christal Films
- Budget : 2,5 millions de dollars[1]
- Pays d'origine :  Canada
- Lieux de tournage : Laval (Québec)
- Langue originale : français
- Format : couleur
- Genre : comédie dramatique
- Durée : 119 minutes
- Dates de sortie :
  - Canada : 27 mars 2007 (Première à la Place des Arts de Montréal)[2]
  - Canada : 30 mars 2007 (sortie en salle au Québec)
  - Canada : 31 juillet 2007  (DVD)

## Distribution
- Mélissa Désormeaux-Poulin : Gaby Roberge
- Jason Roy Léveillée : Frédérick Bédard
- Mariloup Wolfe : Sandrine Meilleur (amie de Gaby et blonde de Maxime)
- Maxime Desbiens-Tremblay : Maxime Jobin (ami de Frédérick et copain de Sandrine)
- Alexandre Despatie : Olivier Duclos
- Guy Jodoin : Jean-Marc Roberge (père de Gaby et de Vincent et entraîneur de Frédérick)
- Samuel Landry : Vincent Roberge
- Sylvie Moreau : Peggy Lamothe (directrice)
- Hélène Bourgeois Leclerc : Sylviane Lanois (prof de maths)
- Marina Orsini : Yaelle Miller (mère de Gaby et de Vincent)
- Catherine De Léan : Julie Hamel
- Alyssa Labelle : Audrey Samson
- Roxanne Gaudette-Loiseau : Audrey Turcotte
- Kim Lambert : Audrey Lambert
- Andrée Watters : elle-même
- Jocelyn Lebeau : Bud
- Alexandre Martel : Mud

## Box-office
Au Québec, avec 286 402 spectateurs, ce film place en quatrième position du classement en 2007, devant le film L'Âge des ténèbres.

## Compléments
Le film a été tourné en partie au Collège Laval, une école secondaire privée de Laval. 
Dans le DVD sorti le 31 juillet 2007, on retrouve des commentaires audio par le réalisateur et Caroline Héroux, des scènes supprimées, des bêtisiers (« bloopers »), une galerie de photos et un vidéoclip de "Qui je suis (laissez moi aller)" par Andrée Watters.